# 反共抗俄歌
反共抗俄歌(はんきょうこうがのうた)は、中華民国政府が「反共抗俄」を宣伝する為に編制した一首の歌曲である。中華民国總統の蔣介石が作詞し、蕭而化が作曲した。
「共」は中国共産党ないし共産主義、「俄」は中国語で「ロシア」を意味する「俄羅斯」のことで、当時のソ連のことである。

## 歌詞
| 原歌詞                                   | 日本語訳                                                             |
| ---------------------------------------- | -------------------------------------------------------------------- |
| 打倒俄寇，反共產，反共產                 | 俄寇を打倒し、共産に反抗せよ！共産に反抗せよ！                       |
| 消滅朱毛，殺漢奸，殺漢奸                 | 朱毛(朱徳と毛沢東)を消滅せしめ、漢奸を殺せ！漢奸を殺せ！             |
| 收復大陸，解救同胞，服從領袖，完成革命； | 大陸を取り戻し、同胞を救い、領袖(蒋介石)に服従し、革命を成し遂げよ！ |
| 三民主義實行，中華民國復興；             | 三民主義を実行し、中華民国を復興させよ！                             |
| 中華復興，民國萬歲；中華民國萬萬歲！     | 中華の復興！民国万歲！中華民国万万歲！                               |